# Company of Heroes: Opposing Fronts
Company of Heroes: Opposing Fronts è l'espansione ufficiale di Company of Heroes, il gioco di strategia sviluppato dalla Relic Entertainment. Oltre che ad aggiungere due nuove campagne, sono presenti nuove fazioni (Il Regno Unito e le truppe delle Waffen SS chiamate col politicamente corretto "Panzers Elite") e unità di gioco. A differenza di altri prodotti simili, Opposing Fronts non richiede il gioco originale poiché appartiene alla categoria espansioni stand-alone.

## Innovazioni
Il Regno Unito vanta un QG autocarro "mobile", che fornisce un aumento di produttività dove è posizionato. I soldati britannici  basano la loro tattica su sistemi di guerra di logoramento: trincee, armi fisse e artiglieria pesante. La Panzer Elite ha uno stile di gioco completamente diverso basato su unità di alta qualità e mobilità: la scelta è fra le tattiche terra bruciata (che mira a tagliare le risorse al nemico), luftwaffe (con postazioni fisse d Flak88 e Flakvierling, oltre al supporto aereo anticarro e ai Fallschirmjager) e anticarro (con potenziamenti anticarro per la fanteria e rinforzi esterni Hetzer ed Jadpanther). Tutto ciò implica comunque una guerra di movimento (come si può subito intuire vedendo gli autoblindi, le auto da ricognizione, che possono conquistare i punti strategici e, se dotate di potenziamento logistik anche proteggerli, e i vari tipi di semicingolati oltre a quello per fanteria, ossia: con mortaio; portamunizioni, che facilita le abilità richiedenti munizioni delle unità cingolate circostanti; anticarro, dotato di un Pak37; vampire, che può sottrarre risorse ai punti controllati dall'avversario e posare le bombe semoventi Goliath; con una conseguente relativa scarsità di fanteria).

## Campagne

### Inglesi
La campagna inglese inizia in un paese della Francia a 28 kM da Caen; introducendo il maggiore Blackmore, il capitano Cutting e il personaggio impersonato, il tenente Bailey.
Il 2º reggimento subisce un'imboscata da parte delle Waffen SS, bisognerà quindi difendere la città e contrattaccare con il supporto dell'artiglieria e dei carri Cromwell.
Nella missione successiva bisognerà conquistare la collina 112; per riuscirci occorrerà usare i carri leggeri Stuart e i carri da fanteria Churchill, accompagnandoli con la fanteria britannica.
In cima bisognerà resistere alle waffen SS, le quali contrattaccano con i potenti carri Panther.
Successivamente, usando i potenti commando e i carri tetrarch, bisognerà conquistare delle basi tedesche e preparare una linea difensiva per il contrattacco tedesco

### Tedeschi
la campagna tedesca si svolge durante l'operazione Market-Garden. Una divisione Panzer Elite delle SS deve respingere l'attacco alleato
La campagna segue la storia di due fratelli tedeschi, soldati della Panzer Elite, impegnati a respingere l'assalto Alleato. Uno di questi due morirà nell'ultima missione, ossia nello scontro finale ad Arnhem, lasciando il fratello amareggiato e dubbioso del fatto di combattere la guerra dal fronte giusto, non avendo più una patria da difendere.